# Pleuronitis boucomonti
Pleuronitis boucomonti là một loài bọ cánh cứng trong họ Bọ hung (Scarabaeidae).